# Vandalia (Michigan)
Vandalia è un villaggio degli Stati Uniti d'America, situato nello Stato del Michigan, nella contea di Cass.